# Saulo Decarli
Saulo Igor Decarli (Locarno, 4 febbraio 1992) è un calciatore svizzero, difensore del Grasshoppers.

## Caratteristiche tecniche
Destro, gioca difensore centrale sia in una difesa a tre che a quattro.

## Carriera

### Club

#### In Svizzera
Esordisce in Challenge League il 26 luglio 2010 con la maglia del Locarno. Segna il suo primo gol contro il Biel/Bienne e conclude la stagione con 23 partite giocate e 2 gol. L'anno seguente colleziona 30 presenze e mette a segno un gol contro il Carouge. Nell'estate 2012 si trasferisce al Chiasso dove scende in campo per 10 volte e segna contro il Bellinzona.

#### Al Livorno
Nel gennaio 2013 si trasferisce al Livorno in prestito con diritto di riscatto. Fa il suo esordio contro il Cittadella nel ruolo di difensore centrale sinistro.
Si fa trovare pronto da mister Nicola e svolge un ottimo girone di ritorno, conquistando ai play-off la serie A con il Livorno il 2 giugno 2013.
Nel corso dell'estate 2013 gli amaranto riscattano l'intero cartellino del giocatore.

#### All'Avellino
Si trasferisce con la formula del prestito con diritto di riscatto e controriscatto all'Avellino il 9 gennaio 2014. Al termine della stagione torna a Livorno.

#### All'Eintracht Braunschweig
Il 29 giugno 2014 firma un contratto di cinque anni con la squadra tedesca dell'Eintracht Braunschweig, militante in 2. Fußball-Bundesliga.

#### Club Bruges
Dopo tre stagioni passate con l'Eintracht Braunschweig si trasferisce a titolo definitivo al Club Bruges firmando un contratto triennale.

#### Nazionale
Ha giocato in quasi tutte le nazionali minori della Svizzera, conta 8 presenze nella Nazionale Under-19, 6 con quella Under-20 e 10 con la Nazionale Under-21.

## Statistiche

### Presenze e reti nei club
Statistiche aggiornate al 9 dicembre 2017.
| Stagione               | Squadra                | Campionato             | Campionato | Campionato | Coppe nazionali | Coppe nazionali | Coppe nazionali | Coppe europee | Coppe europee | Coppe europee | Altre coppe | Altre coppe | Altre coppe | Totale | Totale | Totale |
| Stagione               | Squadra                | Comp                   | Pres       | Reti       | Comp            | Pres            | Reti            | Comp          | Pres          | Reti          | Comp        | Pres        | Reti        | Pres   | Reti   |        |
| ---------------------- | ---------------------- | ---------------------- | ---------- | ---------- | --------------- | --------------- | --------------- | ------------- | ------------- | ------------- | ----------- | ----------- | ----------- | ------ | ------ | ------ |
| 2010-2011              | Locarno                | CL                     | 23         | 2          | CS              | 2               | 0               | -             | -             | -             | -           | -           | -           | 25     | 2      |        |
| 2011-2012              | Locarno                | CL                     | 30         | 1          | CS              | 2               | 0               | -             | -             | -             | -           | -           | -           | 32     | 1      |        |
| Totale Locarno         | Totale Locarno         | Totale Locarno         | 53         | 3          |                 | 4               | 0               |               | -             | -             |             | -           | -           | 57     | 3      |        |
| 2012-gen. 2013         | Chiasso                | CL                     | 10         | 1          | CS              | 1               | 0               | -             | -             | -             | -           | -           | -           | 11     | 1      |        |
| gen.-giu. 2013         | Livorno                | B                      | 13+3       | 0          | CI              | -               | -               | -             | -             | -             | -           | -           | -           | 16     | 0      |        |
| 2013-gen. 2014         | Livorno                | A                      | 0          | 0          | CI              | 0               | 0               | -             | -             | -             | -           | -           | -           | 0      | 0      |        |
| Totale Livorno         | Totale Livorno         | Totale Livorno         | 13+3       | 0          |                 | 0               | 0               |               | -             | -             |             | -           | -           | 16     | 0      |        |
| gen.-giu. 2014         | Avellino               | B                      | 10         | 0          | CI              | -               | -               | -             | -             | -             | -           | -           | -           | 10     | 0      |        |
| 2014-2015              | E. Braunschweig        | 2L                     | 17         | 0          | CG              | 1               | 0               | -             | -             | -             | -           | -           | -           | 18     | 0      |        |
| 2015-2016              | E. Braunschweig        | 2L                     | 29         | 1          | CG              | 3               | 0               | -             | -             | -             | -           | -           | -           | 32     | 1      |        |
| 2016-2017              | E. Braunschweig        | 2L                     | 28+1       | 2          | CG              | 0               | 0               | -             | -             | -             | -           | -           | -           | 29     | 2      |        |
| Totale E. Braunschweig | Totale E. Braunschweig | Totale E. Braunschweig | 74+1       | 3          |                 | 4               | 0               |               | -             | -             |             | -           | -           | 79     | 3      |        |
| 2017-2018              | Club Bruges            | D1                     | 9          | 1          | CB              | 2               | 0               | UEL           | -             | -             | -           | -           | -           | 11     | 1      |        |
| Totale carriera        | Totale carriera        | Totale carriera        | 169+4      | 8          |                 | 11              | 0               |               | -             | -             |             | -           | -           | 184    | 8      |        |

## Palmarès

### Club

#### Competizioni nazionali
- Campionato belga: 1

Club Bruges: 2017-2018
- Supercoppa del Belgio: 1

Club Bruges: 2018
- Campionato tedesco di seconda divisione: 1

Bochum: 2020-2021